# ヘッドライト (お笑いコンビ)
ヘッドライトは、吉本興業（大阪本部）所属のお笑いコンビ。2000年3月結成。よしもと漫才劇場などを中心に活動している。

## 来歴
- 2人の出会いは龍谷大学（町田は一浪してからの大学入学）。大学卒業後ともに就職したが、町田はすんげー!Best10での告知を偶然見かけたことを契機に入学したNSCをすぐに退学し、その後和田を誘って心斎橋筋2丁目劇場のオーディションを受けるようになる。そのころからインディーズライブにも参加。インディーズ時代には笑い飯、千鳥、ソラシド、つばめがえし、少年ギャング、シモンなどを交えてお笑い自主ライブ「魚群」に参加。月2回ほど開催するこのライブはのちの売れっ子を輩出、baseよしもとでも開催された。
- 『千鳥のぼっけぇTV!』（GAORA）ではりあるキッズ、つばさ・きよしと共に「不景気芸人」というユニットを組んで出演していた。

（2021年現在はアーネスト、ハブシセン、ニメートルズ(解散)、武者武者と共に「ノーキャーキャー芸人」というライブを定期的に行なっている）
- 2004年、「第25回ABCお笑い新人グランプリ」新人賞を受賞。
- 2008年のリニューアルを以てbaseよしもとを卒業。
- 和田がバンドをやりたいと言い出したため、一度だけコンビを解散したことがある。
- 2016年3月には『今ちゃんの「実は…」』（朝日放送テレビ）の企画においてソラシド、イシバシハザマ、カナリア（解散）、モストデンジャラス（解散）、青空との5週連続ネタバトルを勝ち抜き、不定期コーナーを担当している。
- 2020年12月17日によしもと祇園花月で行われた「第6回ひょど―1グランプリ2020 in 祇園花月」にて優勝[2]、翌年2021年2月8日にその特典として優勝記念特番『ヘッドライトを照らせ!』（ABCラジオ）が放送された[3]。
- 2021年1月より毎日、YouTubeで漫才を配信[4]。

## メンバー
- 和田 友徳（わだ とものり、1973年12月11日（51歳） - ）
  - 奈良県香芝市出身[5]。大学卒業後日本工業出版で勤務した。
  - ドラム演奏が得意[1]。今でも芸人仲間らとバンドを組んで活動することもあり[6] 、以前は「ドラミー和田」「ボンゴリアン和田」というピンネタでR-1ぐらんぷりにも出場していた。
  - 「わだしがわだです」というギャグを持ち、「話題のわだです」「幸あれ」といった派生ギャグもある[7]。
  - 低予算一人暮らし料理が得意[1]。
  - 2018年6月、工藤静香や大黒摩季などのものまね芸人・あきらと7年の交際を経て結婚を発表した。現在同棲はしているものの洗濯などの家事は全て個々でやっており、食事も個人が食べたいものを食べたい時間に食べているという[8]。あきらは普通のOLだったが交際後にものまね芸人として活動し始め、和田の収入を上回るほどの売れっ子となっている。また、番組の企画で月収を尋ねられた際、芸人としての収入と副業のネイルの仕事を合わせると30万円ほどといった発言をしていた[9]。
  - 2018年現在、月収は約5万円。銀行の機密文書をシュレッダーにかけるアルバイトをしている[9]他、複数のバイトを掛け持ちしつつ生計を立てている。

- 町田 星児（まちだ せいじ、1973年3月27日（52歳） - ）
  - 京都府出身[1]、血液型O型。
  - NSC大阪校20期出身。ギターとベース演奏が得意[1]で、今でも芸人仲間らとバンドを組んで活動することもある[6]。
  - 「わだしがわだです」というギャグに対して「いつ流行んねん!」を、ややギャグっぽくちょっとリズムを加えて言い返す。
  - なにわなんでも大阪検定2級、京都観光文化検定3級、MTVロック検定3級[10]。
  - お笑い番組の録画・保存が趣味であり、ビデオ1,000本、DVD2,000枚のデータを持っている[1]。
  - 2020年3月から、デイリーインスタライブと銘打って毎日インスタライブを行い、1人1人のコメントにリアクションを付けている。しかしその生配信中、一度だけ寝落ちしたことがある。
  - 2021年5月頃より、吉本のニュースサイト「ラフ&ピースニュースマガジン」の芸人ライターとして記者会見にも参加、レポート記事を上梓している。

## 芸風
- 漫才とコントを両方行う。神経質で非常に細かい性格の町田とそれをのらりくらりとかわす和田による、2人の性格が活かされたネタが特徴。
- 単独ライブでは、モニターによる顔文字や漢字で表すネタ「文字漫才」を披露することもある。
- コントでは、「卒業式の割り台詞」といったネタがある。

## 出囃子
ニューロティカ『太陽族』

## 出演番組
- 今ちゃんの「実は…」（朝日放送、不定期出演）-「目指せ 激辛芸人!くすぶり芸人ヘッドライトが関西の超激辛グルメに挑戦したら実は…」のコーナー
- オンバト+（NHK総合）
- 千鳥のぼっけぇTV!（GAORA）
- 浜ちゃんのそろそろスター誕生!（朝日放送、2015年10月4日）-　笑い飯の推薦芸人として出演
- マヨなか笑人（読売テレビ、2017年12月22日）和田のみ
- 吉本超合金A（テレビ大阪 2017年11月26日、2018年1月14日・6月24日）和田のみ
- メッセンジャーの○○は大丈夫なのか?（毎日放送、2018年8月30日）和田のみ
- 武田和歌子のぴたっと。（朝日放送ラジオ、2018年7月19日）

## 単独ライブ
- 2003年9月6日 - 「町田、旅に出る 和田、恋に落ちる」（baseよしもと/大阪）
- 2003年11月9日 - 「ヘッドライトのネタ」（baseよしもと/大阪）
- 2004年1月11日 - 「ヘッドライトのネタ」（baseよしもと/大阪）
- 2004年3月28日 - 「ヘッドライトのネタ」（baseよしもと/大阪）
- 2004年5月29日 - 「ヘッドライトのネタ」（baseよしもと/大阪）
- 2004年7月17日 - 「ヘッドライトのネタ」（baseよしもと/大阪）
- 2004年9月17日 - 「ヘッドライトのネタ」（baseよしもと/大阪）
- 2006年2月25日 - 「ヘッドライトのネタ」（baseよしもと/大阪）
- 2007年3月27日 - 「ロックな出囃子とロクでもないネタとか」（baseよしもと/大阪）
- 2007年6月2日 - 「昔、ベンチャーズのコピーバンドやっててん」（baseよしもと/大阪）
- 2008年9月6日 - 「アルバイト フォー ディストラクション」（うめだ花月/大阪）
- 2008年11月26日 - 「昔、ラモーンズのコピーバンドやっててん」（ヨシモト∞ホール大阪/大阪）
- 2009年4月29日 - 「スノーボードが得意です」（ヨシモト∞ホール大阪/大阪）
- 2010年3月13日 - 「ソラシド・ヘッドライトの“一石二鳥”」[11]（オスカーホール/大阪・住之江）
- 2010年6月26日 - 「ソラシド・ヘッドライトの“一石二鳥ニ”」[11]（オスカーホール/大阪・住之江）
- 2010年9月20日 - 「ソラシド・ヘッドライトの“一石二鳥三”」[11]（TORII HALL/大阪・難波）
- 2011年1月22日 - 「今さら、ブルーハーツのコピーバンドやってんねん」（TORII HALL/大阪・難波）［ゲスト］もりやすバンバンビガロ
- 2011年5月21日 - 「あかん!もうあかん!」（ヨシモト∞ホール大阪/大阪）［ゲスト］池山田心（しましまんず）
- 2011年9月3日 - 「僕たち無限大」（ヨシモト∞ホール大阪/大阪）［ゲスト］スーパーマラドーナ
- 2012年3月31日 - 「ヘッドライトのポケットワッハ上方」（ワッハ上方小演芸場（上方亭）/大阪）［ゲスト］水澤美帆
- 2012年4月28日 - 「ペナントレース小予想」（ワッハ上方小演芸場（上方亭）/大阪）［ゲスト］ 須藤理恵（青空）
- 2012年5月31日 - 「細かい話をする男」（ワッハ上方小演芸場（上方亭）/大阪）［ゲスト］林健（ギャロップ）
- 2012年9月29日 - 「漫才黙示録セイジ」（ワッハ上方小演芸場（上方亭）/大阪）［ゲスト］稲垣昌秋（がっき～）
- 2013年3月22日 - 「世紀末救世主伝説」（ワッハ上方小演芸場（上方亭）/大阪）［ゲスト］稲垣昌秋（がっき～）
- 2015年8月25日 - 「2年半ぶり」（ZAZA POCKET'S/大阪)
- 2016年8月20日 - 「T独」（ZAZA POCKET'S/大阪)
- 2017年8月25日 - 「1年ぶり」（ZAZA POCKET'S/大阪)
- 2018年11月24日 - 「日常に潜むネタ」（ZAZA POCKET'S/大阪)
- 2022年6月22日 - 「YouTubeのネタを舞台でやってみた」（ZAZA POCKET'S/大阪)
- 2022年11月5日 - 「YouTubeのネタがヤバすぎる」（ZAZA POCKET'S/大阪)

## 賞レースでの戦績

### M-1グランプリ
| 年度   | 結果         | 会場               | 日時       |
| ------ | ------------ | ------------------ | ---------- |
| 2001年 | 3回戦進出    | NGKスタジオ        | 2001/11/18 |
| 2002年 | 準決勝進出   | なんばグランド花月 | 2002/12/1  |
| 2003年 | 準決勝進出   | なんばグランド花月 | 2003/11/30 |
| 2004年 | 3回戦進出    | NGKスタジオ        | 2004/11/13 |
| 2005年 | 準決勝進出   | なんばグランド花月 | 2005/12/11 |
| 2006年 | 準決勝進出   | なんばグランド花月 | 2006/12/10 |
| 2007年 | 準決勝進出   | なんばグランド花月 | 2007/12/8  |
| 2008年 | 準決勝進出   | なんばグランド花月 | 2008/12/6  |
| 2009年 | 準決勝進出   | なんばグランド花月 | 2009/12/5  |
| 2015年 | 準々決勝進出 | なんばグランド花月 | 2015/11/5  |

- 2004年 第25回ABCお笑い新人グランプリ 新人賞
- 2014年 第2回歌ネタ王決定戦 準決勝進出
- 2015年 第3回歌ネタ王決定戦 準決勝進出
- 2016年 第4回歌ネタ王決定戦 準決勝進出
- 2017年 第5回歌ネタ王決定戦 準決勝進出
- 2018年 第6回歌ネタ王決定戦 準決勝進出
- 2019年 第7回歌ネタ王決定戦 準決勝進出
- 2020年 ひょど-1グランプリ 優勝
- 2021年 第10回関西演芸しゃべくり話芸大賞 準グランプリ
- 2022年 第11回関西演芸しゃべくり話芸大賞 グランプリ

## DVD
- 新風baseよしもと ネタトウタ2004（よしもとアール・アンド・シー、2004年12月15日）
- バトルオワライヤル（よしもとアール・アンド・シー、2005年5月25日）和田のみ
- 笑い飯・千鳥の大喜利ライブDVD （よしもとアール・アンド・シー、2005年5月25日）
- THE PLAN9 20th『なゐ震る』（よしもとアール・アンド・シー、2007年3月28日）和田のみ
- baseよしもとネタトウタ2007（よしもとアール・アンド・シー、2007年5月23日）
- YOSHIMOTO PRESENTS LIVE STAND 07（よしもとアール・アンド・シー、2007年10月24日）
- YOSHIMOTO PRESENTS LIVE STAND 08（よしもとアール・アンド・シー、2008年10月08日）
- オールザッツ漫才20周年記念永久保存大全集!! DVD-BOX（よしもとアール・アンド・シー、2011年3月2日）
- M-1グランプリ 完全版（2002,2003,2005,2006,2007,2008,2009）（よしもとアール・アンド・シー）